# AFL - Division Ladies 2024
La AFL - Division Ladies 2024 è la 25ª edizione del campionato di football americano femminile di primo livello, organizzato dalla AFBÖ.

## Squadre partecipanti
| Club                                        | Città            | Stadio | Sponsor ufficiale | Risultato nella stagione 2023 |
| ------------------------------------------- | ---------------- | ------ | ----------------- | ----------------------------- |
| Salzburg Ducks Ladies                       | Salisburgo       |        |                   |                               |
| Tirol Raiders Ladies/ Schwaz Hammers Ladies | Innsbruck/Schwaz |        |                   |                               |
| Vienna Vikings Ladies                       | Vienna           |        | Dacia             |                               |

## Stagione regolare

### Calendario

#### 1ª giornata
| Salisburgo 2 giugno 2024, ore 16:00 CEST | Salzburg Ducks Ladies | 24 – 70 (18-7 0-31 6-26 0-6) referto | Tirol Raiders Ladies/ Schwaz Hammers Ladies | Ducks Pond |

#### 2ª giornata
| Vienna 8 giugno 2024, ore 15:00 CEST | Vienna Vikings Ladies | 0 – 48 (0-12 0-20 0-0 0-16) referto | Tirol Raiders Ladies/ Schwaz Hammers Ladies | Footballzentrum Ravelinstraße |

#### 3ª giornata
| Vienna 23 giugno 2024, ore 14:00 CEST | Vienna Vikings Ladies | 13 – 27 (6-6 0-6 7-8 0-7) referto | Salzburg Ducks Ladies | Footballzentrum Ravelinstraße |

#### 4ª giornata
| Innsbruck 30 giugno 2024, ore 15:00 CEST | Tirol Raiders Ladies /Schwaz Hammers Ladies | 72 – 36 (15-6 14-12 35-12 12-6) referto | Salzburg Ducks Ladies | Football Bundes Leistungs Zentrum |

#### 5ª giornata
| Innsbruck 13 luglio 2024, ore 18:00 CEST | Tirol Raiders Ladies /Schwaz Hammers Ladies | 70 – 33 (22-12 24-7 8-14 16-0) referto | Vienna Vikings Ladies | Football Bundes Leistungs Zentrum |

#### 6ª giornata
| Salisburgo 20 luglio 2024, ore 16:00 CEST | Salzburg Ducks Ladies | 42 – 6 referto | Vienna Vikings Ladies | Ducks Pond |

### Classifica
La classifica della regular season è la seguente:
- PCT = percentuale di vittorie, G = partite giocate, V = partite vinte,  P = partite perse, PF = punti fatti, PS = punti subiti

| Pos. | Squadra                                     | PCT   | G | V | N | P | PF  | PS  |
| ---- | ------------------------------------------- | ----- | - | - | - | - | --- | --- |
| 1    | Tirol Raiders Ladies/ Schwaz Hammers Ladies | 1.000 | 4 | 4 | 0 | 0 | 260 | 93  |
| 2    | Salzburg Ducks Ladies                       | .500  | 4 | 2 | 0 | 2 | 129 | 161 |
| 3    | Vienna Vikings Ladies                       | .000  | 4 | 0 | 0 | 4 | 52  | 187 |

## XXV Ladies Bowl
| Wiener Neustadt 28 luglio 2024, ore 13:00 | Tirol Raiders Ladies/ Schwaz Hammers Ladies | 72 – 54 (20-6 14-6 24-14 14-28) referto | Salzburg Ducks Ladies | Ergo Arena |

## Verdetti
- Tirol Raiders Ladies/ Schwaz Hammers Ladies Campionesse dell'Austria 2024